# Alex Dujsjebajev
Alex Dujshebaev (russisk: Алекс Дуйшебаев, født 17. december 1992) er en spansk professionel håndboldspiller, som spiller for Vive Kielce og det spanske håndboldlandshold.
Hans mor er af russisk afstamning, og hans far Talant Dujshebaev, som er tidligere håndboldspiller og nuværende træner, er af kirgisisk afstamning. Hans bror, Daniel Dujshebaev, er ligeledes håndboldspiller.

## References
1. ↑  "2015 World Championship Roster" (PDF). IHF. Hentet 15. januar 2015.